# RICTOR

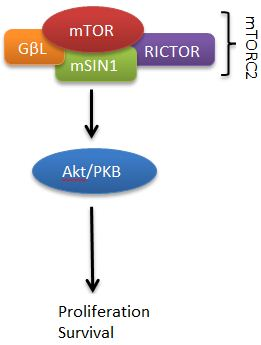
RICTOR یکی از واحدهای سازندهٔ کمپلکس ترکیبی mTORC2 است که سبب فعال شدن مسیر پیام‌رسانی Akt/PKB می‌گردد و به تکثیر و بقای سلول منجر می‌شود.

مولکولِ کمکیِ غیر حساس به راپامایسین از مولکولِ هدفِ راپامایسین پستانداران (انگلیسی: Rapamycin-insensitive companion of mammalian target of rapamycin) که بیشتر با نام اختصاری «RICTOR» شناخته می‌شود، یک پروتئین است که در انسان توسط ژن «RICTOR» کُدگذاری می‌شود. این ژن بر روی بازوی کوتاه کروموزوم ۵ قرار دارد و طول آن ۵۴۴۰ جفت‌باز است. جایگاه T1135 در این ژن توسط فاکتورهای رشد و طریق پی۷۰-اس۶ کیناز ۱ فسفریله می‌شود.
RICTOR و MTOR اجزای یک مجموعهٔ ترکیبیِ پروتئینی هستند که سیگنال‌های مشتق از مواد مغذی و فاکتور رشد را برای تنظیم رشد سلولی هماهنگ و یکپارچه می‌کند. در واقع این مولکول یکی از بخش‌های مجموعهٔ ترکیبیِ mTORC2 است که سایر اجزای آنرا mTOR, GβL و mSIN1 تشکیل می‌دهند. مشخص شده‌است که mTORC2 و RICTOR به کمک هم Akt/PKB را در جایگاه سرین۴۷۳ فسفریله می‌کنند. بهم خوردن تنظیم Akt/PKB در بروز در سرطان و دیابت نقش دارد.
mTORC2 و RICTOR همچنین نقش مهمی در رشد و تکامل جنینی دارند؛ چرا که mTORC2 بر روی سامان‌دهی ساختار اکتین اثر می‌گذارد.
فاکتورهای رونویسی FoxO بیان ژن «RICTOR» را تحریک می‌کنند. در واقع FoxO پروتئین mTORC1 را مهار می‌کند اما با فعال سازی پروتئین کیناز بی سبب افزایش RICTOR می‌شوند. پریفوسین سبب تجزیهٔ RICTOR می‌گردد.

## اهمیت بالینی
جهش در ژن «RICTOR» با بروز مننژیومای سوراخ بزرگ پس‌سری و سیرنگومیلی در ارتباط است. فعال شدن پروتئین کیناز بی توسط RICTOR در سوخت‌وساز کربوهیدرات و چربی‌ها و بروز دیابت نوع ۲ نقش دارد.
این پروتئین به‌طور غیرمستقیم در بروز برخی سرطان‌ها نقش دارد؛ از جمله سرطان روده بزرگ، گلیوبلاستوما، لیومیوسارکوما و آدنوم هیپوفیز.

## برای مطالعهٔ بیشتر
- Cohen D, Scribner R, Clark J, Cory D (1992). "The potential role of custody facilities in controlling sexually transmitted diseases". American Journal of Public Health. 82 (4): 552–6. doi:10.2105/AJPH.82.4.552. PMC 1694115. PMID 1546771.
- Ohara O, Nagase T, Mitsui G,  et al. (2003). "Characterization of size-fractionated cDNA libraries generated by the in vitro recombination-assisted method". DNA Res. 9 (2): 47–57. doi:10.1093/dnares/9.2.47. PMID 12056414.
- Ota T, Suzuki Y, Nishikawa T,  et al. (2004). "Complete sequencing and characterization of 21,243 full-length human cDNAs". Nat. Genet. 36 (1): 40–5. doi:10.1038/ng1285. PMID 14702039.
- Sarbassov DD, Ali SM, Kim DH,  et al. (2004). "Rictor, a novel binding partner of mTOR, defines a rapamycin-insensitive and raptor-independent pathway that regulates the cytoskeleton". Curr. Biol. 14 (14): 1296–302. doi:10.1016/j.cub.2004.06.054. PMID 15268862. S2CID 4658268.
- Beausoleil SA, Jedrychowski M, Schwartz D,  et al. (2004). "Large-scale characterization of HeLa cell nuclear phosphoproteins". Proc. Natl. Acad. Sci. U.S.A. 101 (33): 12130–5. Bibcode:2004PNAS..10112130B. doi:10.1073/pnas.0404720101. PMC 514446. PMID 15302935.
- Jacinto E, Loewith R, Schmidt A,  et al. (2004). "Mammalian TOR complex 2 controls the actin cytoskeleton and is rapamycin insensitive". Nat. Cell Biol. 6 (11): 1122–8. doi:10.1038/ncb1183. PMID 15467718. S2CID 13831153.
- Kudchodkar SB, Yu Y, Maguire TG, Alwine JC (2006). "Human cytomegalovirus infection alters the substrate specificities and rapamycin sensitivities of raptor- and rictor-containing complexes". Proc. Natl. Acad. Sci. U.S.A. 103 (38): 14182–7. Bibcode:2006PNAS..10314182K. doi:10.1073/pnas.0605825103. PMC 1599931. PMID 16959881.
- Jacinto E, Facchinetti V, Liu D,  et al. (2006). "SIN1/MIP1 maintains rictor-mTOR complex integrity and regulates Akt phosphorylation and substrate specificity". Cell. 127 (1): 125–37. doi:10.1016/j.cell.2006.08.033. PMID 16962653. S2CID 230319.
- Yang Q, Inoki K, Ikenoue T, Guan KL (2006). "Identification of Sin1 as an essential TORC2 component required for complex formation and kinase activity". Genes Dev. 20 (20): 2820–32. doi:10.1101/gad.1461206. PMC 1619946. PMID 17043309.
- Fuchs BC, Finger RE, Onan MC, Bode BP (2007). "ASCT2 silencing regulates mammalian target-of-rapamycin growth and survival signaling in human hepatoma cells". Am. J. Physiol., Cell Physiol. 293 (1): C55–63. doi:10.1152/ajpcell.00330.2006. PMID 17329400.
- Pearce LR, Huang X, Boudeau J,  et al. (2007). "Identification of Protor as a novel Rictor-binding component of mTOR complex-2". Biochem. J. 405 (3): 513–22. doi:10.1042/BJ20070540. PMC 2267312. PMID 17461779.